# Autorità di bacino interregionale del fiume Lao
L'Autorità di bacino interregionale del fiume Lao è una delle Autorità interregionali istituite a seguito dell'art. 13 della legge del 18 maggio 1989, n. 183 che gestisce il bacino idrografico dell'omonimo fiume.
Il territorio gestito è suddiviso fra i seguenti enti:Basilicata e Calabria.
La sede amministrativa è a Catanzaro presso la sede dell'Autorità di bacino regionale della Calabria.